# Pagastia nivis
Pagastia nivis är en tvåvingeart som först beskrevs av Tokunaga 1936.  Pagastia nivis ingår i släktet Pagastia och familjen fjädermyggor. Inga underarter finns listade i Catalogue of Life.